# توماس كريستنسن (كرة يد)
توماس كريستنسن (بالنرويجية: Thomas Kristensen) مواليد 2 مايو 1990 في باروم، هو لاعب كرة يد نرويجي يلعب كجناح أيمن. يلعب حاليا مع نادي هاسلم لكرة اليد ويحمل الرقم 20. مثل منتخب النرويج لكرة اليد.

## سجل المنافسة
شارك في البطولات التالية:
- بطولة أوروبا لكرة اليد للرجال 2016

## روابط خارجية
- توماس كريستنسن على موقع الاتحاد الأوروبي لكرة اليد (الإنجليزية)